# Bezirkssportanlage Mitte (Ingolstadt)
Die Bezirkssportanlage Mitte ist eine Kampfbahn Typ B, die auf Grund einer innenliegenden Spielfläche dem Fußballverein MTV Ingolstadt als Heimstätte dient.
Das 1971 eingeweihte MTV-Stadion verfügt über eine Kapazität von 8.000 Plätzen, welche sich in Sitz- und Stehplätze aufteilen. Einzige Sitzmöglichkeit bietet die kleine Haupttribüne. Das sonstige Rund des Stadions verfügt ausschließlich über Stehplätze. Des Weiteren ist anzumerken, dass gegenüber der Gästekurve keine weitere Stehkurve existiert. Das Stadion besteht also, ähnlich wie das ehemalige Stadion von Rot-Weiss Essen – das mittlerweile abgerissene Georg-Melches-Stadion –, aus nur drei Tribünen. Bis zur Saison 2007/08 trug der FC Ingolstadt 04 hier seine Regionalliga-Heimspiele aus. Zwei Spielzeiten lang, 2008/09 (Aufstieg in die 2. Bundesliga) und 2009/10 (3. Liga), trug der Verein seine Heimspiele im Tuja-Stadion aus; seit 2010/11 im neu erbauten Audi-Sportpark.